# Dolichognatha
Genre
Synonymes
- Landana Simon, 1884
- Paraebius Thorell, 1894
- Prolochus Thorell, 1895
- Atimiosa Simon, 1895
- Homalopoltys Simon, 1895
- Afiamalu Marples, 1955
- Nicholasia Bryant & Archer, 1940

Dolichognatha est un genre d'araignées aranéomorphes de la famille des Tetragnathidae.

## Distribution
Les espèces de ce genre se rencontrent en Amérique, en Asie, en Afrique subsaharienne et en Océanie.

## Liste des espèces
Selon World Spider Catalog (version 26, 23/02/2025) :
- Dolichognatha aethiopica Tullgren, 1910
- Dolichognatha albida (Simon, 1895)
- Dolichognatha baforti (Legendre, 1967)
- Dolichognatha bannaensis Wang, Zhang & Peng, 2020
- Dolichognatha chimminiensis Anju, Asha & Sudhikumar, 2024
- Dolichognatha comorensis (Schmidt & Krause, 1993)
- Dolichognatha cygnea (Simon, 1893)
- Dolichognatha deelemanae Smith, 2008
- Dolichognatha ducke Lise, 1993
- Dolichognatha erwini Brescovit & Cunha, 2001
- Dolichognatha incanescens (Simon, 1895)
- Dolichognatha junlitjri (Barrion-Dupo & Barrion, 2014)
- Dolichognatha kampa Brescovit & Cunha, 2001
- Dolichognatha kratochvili (Lessert, 1938)
- Dolichognatha lodiculafaciens (Hingston, 1932)
- Dolichognatha lonarensis Bodkhe & Manthen, 2015
- Dolichognatha longiceps (Thorell, 1895)
- Dolichognatha mandibularis (Thorell, 1894)
- Dolichognatha mapia Brescovit & Cunha, 2001
- Dolichognatha maturaca Lise, 1993
- Dolichognatha minuscula (Mello-Leitão, 1940)
- Dolichognatha nietneri O. Pickard-Cambridge, 1869
- Dolichognatha pentagona (Hentz, 1850)
- Dolichognatha petiti (Simon, 1884)
- Dolichognatha pinheiral Brescovit & Cunha, 2001
- Dolichognatha proserpina (Mello-Leitão, 1943)
- Dolichognatha quadrituberculata (Keyserling, 1883)
- Dolichognatha quinquemucronata (Simon, 1895)
- Dolichognatha raveni Smith, 2008
- Dolichognatha richardi (Marples, 1955)
- Dolichognatha spinosa (Petrunkevitch, 1939)
- Dolichognatha sumatrana Fomichev & Omelko, 2025
- Dolichognatha tigrina Simon, 1893
- Dolichognatha umbrophila Tanikawa, 1991
- Dolichognatha yue Lin & Li, 2022

## Systématique et taxinomie
Ce genre a été décrit par O. Pickard-Cambridge en 1869.
Landana, Paraebius, Prolochus, Nicholasia et Afiamalu ont été placés en synonymie par Levi en 1981.
Homalopoltys a été placé en synonymie par Smith en 2008.
Atimiosa a été placé en synonymie par Dimitrov, Álvarez-Padilla et Hormiga en 2010.

## Publication originale
- O. Pickard-Cambridge, 1869 : « Catalogue of a collection of Ceylon Araneida lately received from Mr J. Nietner, with descriptions of new species and characters of a new genus. I. » The Journal of the Linnean Society of London, Zoology, vol. 10, p. 373-397 (texte intégral).